# Gualeguay (fiume)
Il Gualeguay (Río Gualeguay in spagnolo) è un fiume dell'Argentina, affluente di sinistra del Paraná, che scorre interamente dentro i confini della provincia di Entre Ríos.

## Percorso
Il fiume nasce nel nord di Entre Ríos, lungo il sistema collinare Grande-Montiel, all'interno dei confini amministrativi del dipartimento di Federación. Scorre poi verso sud lambendo le città di Villaguay, Rosario del Tala e Gualeguay. Lungo il suo percorso forma diverse zone umide. Sfocia in uno dei rami minori del Paraná.